# Sve što djevojka može poželjeti
Sve što djevojka može poželjeti je američki film iz 2003. Glavne uloge su imali Amanda Bynes, Colin Firth, Kelly Preston i Oliver James. Redatelj je bio Dennie Gordon. Bazira se na filmu iz 1958.

## Uloge
- Amanda Bynes, Daphne Reynolds
- Colin Firth, Lord Henry Dashwood
- Kelly Preston, Libby Reynolds
- Oliver James, Ian Wallace
- Eileen Atkins, Jocelyn Dashwood
- Anna Chancellor, Glynnis Payne
- Jonathan Pryce, Alistair Payne